# IC 3709
IC 3709 је спирална галаксија у сазвјежђу Дјевица која се налази на листи објеката дубоког неба у Индекс каталогу.
Деклинација објекта је + 9° 3' 49" а ректасцензија 12h 44m 4,1s. Привидна величина (магнитуда) објекта IC 3709 износи 14,2 а фотографска магнитуда 15,0. IC 3709 је још познат и под ознакама CGCG 71-20, VCC 1988, PGC 42869.